# Eastleigh (borough)
Eastleigh – dystrykt w hrabstwie Hampshire w Anglii. W 2011 roku dystrykt liczył 125 199 mieszkańców.

## Miasta
- Eastleigh
- Hedge End

## Inne miejscowości
Allbrook, Bishopstoke, Botley, Boyatt Wood, Bursledon, Chandler's Ford, Fair Oak, Hamble-le-Rice, Horton Heath, Hound, Netley, North Stoneham, West End.